# Роуз, Клэр
Клэр Роуз Галлоуэй (англ. Claire Rose Galloway, род. 23 мая 1987, Джидда, Мекка) — британская профессиональная велогонщица, выступавшая за команду Cervélo–Bigla Pro Cycling категории UCI Women’s Team.

## Карьера
В юности она занималась греблей. Она получила травму и начала заниматься велоспортом. Она была отобрана в сборную Великобритании по трековому велоспорту для участия в гонке преследования, однако она решила сосредоточиться на изучении медицины.
С 2012 по 2016 годы она была членом команды Escentual-For Viored, которая несколько раз меняла название и стала профессиональной в 2016 году под названием Podium Ambition.
После окончания учёбы, в 2017 году, Клэр Роуз стала чемпионкой Великобритании в индивидуальной гонке. В том же году она решила попытать счастья в Соединённых Штатах с командой Visit Dallas DNA.

## Достижения
2016
- 2-я в Чемпионате Великобритании по шоссейному велоспорту — индивидуальная гонка[англ.]
- 3-я в Туре Бретани
- 3-я в Любляна — Домзале — Любляна TT 2016[англ.]

2017
- Чемпионат Великобритании по шоссейному велоспорту — индивидуальная гонка[англ.]
- 2-й и 4-й этапы Каскейд Классик
- 3-я в Многодневной гонке Джо Мартина[исп.]

## Рейтинги
| Год                 | 2016  | 2017  |
| ------------------- | ----- | ----- |
| Мировой рейтинг UCI | 147-й | 120-й |
|                     |       |       |
| Источник: UCI       |       |       |